# Thượng Cách
Thượng Cách (tiếng Trung: 尙格; 17 tháng 11 năm 1770 - 12 tháng 4 năm 1833) là một hoàng thân của nhà Thanh trong lịch sử Trung Quốc, người thừa kế 1 trong 12 tước vị Thiết mạo tử vương.

## Cuộc đời
Thượng Cách sinh vào giờ Thìn, ngày 1 tháng 10 (âm lịch) năm Càn Long thứ 35 (1770), trong gia tộc Ái Tân Giác La. Ông là con trai trưởng của Khắc Cần Quận vương Hằng Nguyên (恆元), mẹ ông là Đích Phúc tấn Tha Tháp Lạp thị (他塔拉氏).
Năm Gia Khánh thứ 4 (1799), tháng 5, bá phụ của ông là Khắc Cần Quận vương Hằng Cẩn bị đoạt tước, ông được thế tập tước vị Khắc Cần Quận vương đời thứ 12. Năm Đạo Quang thứ 5 (1825), tháng 7, ông nhậm chức Đô thống Mông Cổ Tương Hồng kỳ. Năm thứ 7 (1827), tháng 10, nhậm Tông Nhân phủ Hữu tông chính kiêm Phó tổng tài của Ngọc Điệp quán. Năm thứ 8 (1828), tháng 8, quản lý sự vụ của Tông Nhân phủ Ngân khố. 1 năm sau (1829), tháng 5, thụ Nội đại thần.
Năm thứ 10 (1830), tháng 4, ông bị bệnh nên thỉnh triều đình xin về hưu an dưỡng. Năm thứ 13 (1833), ngày 23 tháng 2 (âm lịch), giờ Dậu, ông qua đời, thọ 64 tuổi, được truy thụy Khắc Cần Giản Quận vương (克勤簡郡王).

## Gia quyến

### Thê thiếp
- Đích Phúc tấn: Tha Tháp Lạp thị (他塔拉氏), con gái của Tương Nịnh bá Trát Lạp Phân (扎拉芬).
- Trắc Phúc tấn: Lưu Giai thị (劉佳氏), con gái của Hoa Sa Bố (花沙布).
- Thứ Phúc tấn:
  - Lương thị (良佳氏), con gái của Hộ quân giáo Phú Long Bố (富隆布).
  - Trần thị (陳氏), con gái của Ngũ Lăng A (五陵阿).
  - Lưu thị (劉氏), con gái của Thất phẩm Khố sử Ngạch Lặc Đăng Bố (额勒登布).

### Con trai
1. Thừa Thụy (承瑞, 1800 – 1801), mẹ là Đích Phúc tấn Tha Tháp Lạp thị. Chết yểu.
2. Thừa Thạc (承碩; 1802 – 1839), mẹ là Đích Phúc tấn Tha Tháp Lạp thị. Năm 1833 được thế tập tước vị Khắc Cần Quận vương. Sau khi qua đời được truy thụy Khắc Cần Khác Quận vương (克勤恪郡王). Có hai con trai.
3. Thừa Thuận (承順, 1805 – 1843), mẹ là Thứ Phúc tấn Lương thị. Được phong làm Tam đẳng Trấn quốc Tướng quân, thụ Nhị đẳng Thị vệ. Có hai con trai.
4. Thừa Khánh (承慶, 1809 – 1849), mẹ là Trắc Phúc tấn Lưu Giai thị. Được phong làm Trấn quốc Tướng quân. Có hai con trai.
5. Thừa Trí (承智, 1820 – 1864), mẹ là Thứ Phúc tấn Lưu thị. Được phong làm Phụng quốc Tướng quân. Có hai con trai.